# Pectocarya linearis
Pectocarya linearis är en strävbladig växtart som först beskrevs av Hipólito Ruiz López och Pavón, och fick sitt nu gällande namn av Dc. Pectocarya linearis ingår i släktet Pectocarya och familjen strävbladiga växter.

## Underarter
Arten delas in i följande underarter:
- P. l. ferocula
- P. l. linearis

## Bildgalleri

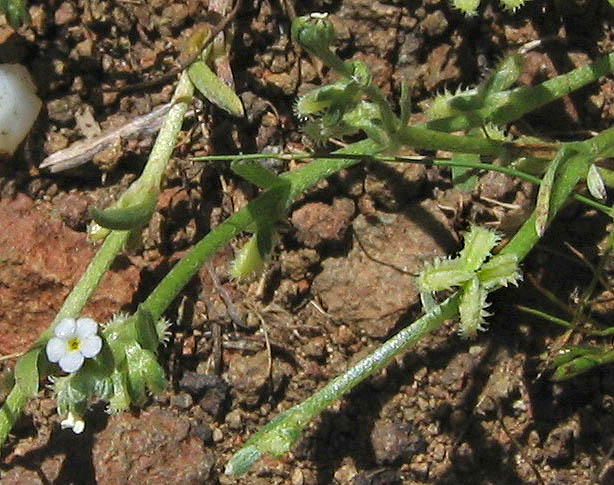